# Чарлстон (Нью-Йорк)
Чарлстон (англ. Charleston) — місто (англ. town) в США, в окрузі Монтгомері штату Нью-Йорк. Населення — 1355 осіб (2020).

## Демографія
Згідно з переписом 2010 року, у місті мешкали 1373 особи в 530 домогосподарствах у складі 374 родин. Було 607 помешкань
Расовий склад населення:
| - 97,2 % — білих - 0,7 % — азіатів - 0,4 % — чорних або афроамериканців - 0,1 % — вихідців з тихоокеанських островів - 0,1 % — корінних американців |

До двох чи більше рас належало 1,3 %. Частка іспаномовних становила 1,8 % від усіх жителів.
За віковим діапазоном населення розподілялося таким чином: 23,4 % — особи молодші 18 років, 63,5 % — особи у віці 18—64 років, 13,1 % — особи у віці 65 років та старші. Медіана віку мешканця становила 41,0 року. На 100 осіб жіночої статі у місті припадало 102,8 чоловіків;  на 100 жінок у віці від 18 років та старших — 102,7 чоловіків також старших 18 років.
Середній дохід на одне домашнє господарство  становив 88 973 долари США (медіана — 62 375), а середній дохід на одну сім'ю — 102 090 доларів (медіана — 71 146). Медіана доходів становила 60 926 доларів для чоловіків та 43 173 долари для жінок. За межею бідності перебувало 8,7 % осіб, у тому числі 7,6 % дітей у віці до 18 років та 2,7 % осіб у віці 65 років та старших.
Цивільне працевлаштоване населення становило 734 особи. Основні галузі зайнятості: освіта, охорона здоров'я та соціальна допомога — 20,6 %, виробництво — 14,9 %, транспорт — 13,1 %.